# Summit View (Washington)
Summit View es un lugar designado por el censo ubicado en el condado de Pierce en el estado estadounidense de Washington. En el año 2010 tenía una población de 7.236 habitantes.

## Geografía
Summit View se encuentra ubicado en las coordenadas 47°8′11″N 122°21′7″O / 47.13639, -122.35194.